# Los campos magnéticos
Les Champs magnétiques (Los campos magnéticos) es un libro de André Breton y Philippe Soupault, conocido por ser el primer trabajo de literatura surrealista.

## Contenido
Tanto Breton como Soupault fueron figuras decisivas en el movimiento surrealista. Breton fue el autor del primer Manifiesto Surrealista, publicado en 1920, que fue el primer libro en llevar el automatismo surrealista a la escritura.
El libro, escrito en 1919, está dividido en capítulos que marcaban el momento en que los escritores dejaban de escribir al final del día, mientras que el próximo capítulo era producido al día siguiente. Uno de los pasajes más famosos del libro es "Luna de miel".